# Бишо
Бишо (афр. Bhisho) је град у Јужноафричкој Републици у покрајини Источни Кејп. По подацима из 2001. године у граду је живело 6206 становника. 